# Antonia White
Pour les articles homonymes, voir White.
Antonia White, née Eirene Adeline Botting le 31 mars 1899 à Londres et morte le 10 avril 1980 à Danehill dans le Sussex de l'Est, est une écrivaine et traductrice britannique surtout connue pour ses fictions autobiographiques.

## Biographie
Hopkinson [née Botting], Eirene Adeline [connue sous le nom d'Antonia White] naît le 31 mars 1899 au 22 Perham Road, West Kensington, Londres, est le seul enfant de Cecil George Botting (1870-1929), maître de lettres à la St Paul's School à Londres, et de son épouse.
À l'âge de 15 ans, elle rédige un livre qui raconte l'histoire d'une jeune fille dans un couvent. Ce premier roman, qui la fait connaître, est intitulé Frost in May et est publié en 1933, une période où elle a perdu la foi catholique. Mais, plus tard dans sa vie, elle retrouvera la foi. Après ses études au couvent du Sacré-Cœur à Roehampton, à la St Paul's Girls' School à Londres et à l'Academy of Dramatic Arts, elle travaille dans la publicité et le journalisme. Elle devient rédactrice de mode dans un journal entre 1934 et 1939, et, pendant la Seconde Guerre mondiale, elle travaille pour la BBC entre 1940 et 1943 ainsi que pour le département du renseignement politique du ministère des affaires étrangères de 1943 à 1945. Elle reprend ensuite la création littéraire avec The Lost Traveller (1950), The Sugar House (1952) et Beyond the Glass (1954). Antonia White devient également une traductrice prolifique du français, remportant le prix Denyse Clairouin en 1950. Parmi la trentaine de traductions réalisées, figurent des œuvres majeures de Guy de Maupassant, de Colette et de Voltaire. En 1965, elle publie The Hound and the Falcon, un échange de lettres avec un collègue catholique cherchant à revenir à la foi, qui raconte son propre retour au catholicisme.
Antonia White meurt le 10 avril 1980 à Danehill.